# Secundino Denisia Díaz
Secundino Denisia Díaz (Zacatelco, Tlaxcala, 1894 - ¿?) fue un militar mexicano quién participó en la Revolución mexicana. Fue hijo de José María Denisia y Luisa Díaz. El 22 de febrero de 1913 se levantó en armas para luchar junto a Máximo Rojas, tiempo después estuvo bajo el mando del general Domingo Arenas por un período de cuatro años, con quién alcanzó el rango de Capitán Primero.